# فیستیک‌لی (کاهتا)
فیستیک‌لی (به ترکی استانبولی: Fıstıklı) (به کردی: Utda) یک منطقهٔ مسکونی در ترکیه است که در کاهتا واقع شده‌است. فیستیک‌لی ۱۷۵ نفر جمعیت دارد.